# Шайдуриха (приток Утки)
Шайдуриха (в верховьях — Большая Шайдуриха) — река на Урале, в городском округе Первоуральск Свердловской области. Приток Утки (Сухой Утки), притока Чусовой.

## География
Исток Шайдурихи — в лесах примерно в 6 километрах юго-западнее посёлка Кузино. Высота истока — 377,4 м над уровнем моря. Река (название на карте — Большая Шайдуриха) течёт по землям городского округа Первоуральск, основное направления течения — на восток. В нижнем течении принимает справа приток — Большую Листвянку. Впадает в Уткинский пруд на юго-западной окраине посёлка Новоуткинска, образуя рукав. На северном берегу неподалеку от устья расположен посёлок Шадриха.
Длина реки — 13 км. Впадает в Сухую Утку слева, в 7,3 км от её устья.

## Данные водного реестра
По данным государственного водного реестра России, река Шайдуриха относится к Камскому бассейновому округу, водохозяйственный участок реки — Чусовая от города Ревды до в/п посёлка Кына, речной подбассейн — Кама до Куйбышевского водохранилища (без бассейнов рек Белой и Вятки). Речной бассейн — Кама.
Код объекта в государственном водном реестре — 10010100612111100010393.